# Pietro Bolognesi
Pietro Bolognesi (Bologna, 22 aprile 1946) è un pastore e teologo italiano di fede protestante.
Formatosi nell'ambito delle Assemblee dei fratelli, è pastore di una Chiesa evangelica di Padova. Docente di teologia sistematica presso l'Istituto di Formazione Evangelica e Documentazione (IFED) di Padova e Fellow all'Institute of Reformed Baptist Studies presso il Westminster Theological Seminary della California e membro del comitato di referenza della Federazione dei teologi evangelici europei (FEET) e già membro della commissione teologica della Alleanza evangelica mondiale (WEA) e professore di teologia presso l'Istituto Biblico Evangelico (IBEI).

## Convinzioni teologiche
Cresciuto in un'"Assemblea dei Fratelli" a Bologna, vi ha assorbito l'amore per la Parola di Dio. Tale interesse l'ha condotto a proseguire gli studi presso la Faculte' Libre de Theologie Evangelique di Vaux-sur-Seine (Parigi) dove ha seguito i corsi di Henri Blocher. Ha insegnato la teologia sistematica all'Istituto Biblico Evangelico Italiano di Roma (1975-1988) dando anche vita alla rivista "Studi di teologia" (1978-). Nel 1988 ha fondato a Padova l'Istituto di Formazione Evangelica e Documentazione (IFED).
Attraverso la sua azione ha contribuito ad introdurre in larga parte dell'evangelismo refrattario alla teologia, l'idea della sua legittimità. Ambienti fino allora ostili alla stessa terminologia teologica, hanno cominciato a farvi riferimento. Con i suoi scritti e le traduzioni ha inoltre fatto conoscere ad un ampio pubblico italiano il pensiero teologico evangelicale. Si può dire che sia un vero e proprio artigiano dell'identità evangelica e riformata.
Bolognesi è una figura di primo piano nell'area evangelicale all'interno del protestantesimo italiano. In questa cornice si impegna per la promozione di una cultura coerente con l'Evangelo. Anziché lasciare che gli evangelici rimangano dipendenti dall'arsenale cattolico o laico, sostiene la necessità di un'elaborazione che, in accordo con la Scrittura, sia alternativa alle altre visioni del mondo. Questo impegno l'ha portato nel 1996 a contribuire alla fondazione di un partito politico di ispirazione evangelica (Patto Cristiano Esteso, PACE) che nelle elezioni politiche di quell'anno si presentò anche a Padova con un suo candidato alle elezioni per il Parlamento italiano. Il contributo teologico di Bolognesi è andato di pari passo con una maggior partecipazione della stessa Alleanza evangelica italiana a questioni di rilevanza pubblica. Il tema ed il problema della laicità delle istituzioni pubbliche oltre che la necessità di un maggior pluralismo culturale sono state al centro della riflessione teologica del Bolognesi in più occasioni.

## Profili ecclesiali
Anziano della Chiesa cristiana evangelica di Padova fin dal 1975, Pietro Bolognesi partecipa attivamente alle attività delle Assemblee su scala nazionale dove svolge anche un apprezzato ministero di predicazione. Cerca di aiutare tali chiese a riappropriarsi della loro eredità sottolineando la necessità di un autentico profilo confessionale in continuità con esperienze del passato e con la riflessione che si svolge in proposito in altri paesi. Nel contempo promuove diverse iniziative che mirano ad una maggiore collaborazione tra Assemblee del Nord Italia (Area padana) e cerca anche relazioni con Assemblee di altri paesi.
La sollecitazione da parte dello stato d'intraprendere trattative con le Assemblee in vista delle Intese previste dall'art. 8 della Costituzione italiana, mette in moto una riflessione sul rapporto tra Assemblee e stato. In collegamento con altri esponenti del movimento (Biginelli, Grosso), Bolognesi ritiene biblicamente plausibile l'uso dello strumento delle intese per la regolamentazione dei rapporti. Ciò comporta evidentemente il superamento dell'iniziale stadio di “movimento” legato a personaggi di riferimento ed una maggiore consapevolezza identitaria. La riflessione tocca anche altre chiese evangeliche che creano un organismo comune ai vari raggruppamenti, l'Alleanza di chiese cristiane evangeliche in Italia (ACCEI), per una regolamentazione dei rapporti tra stato e chiese evangeliche secondo la Costituzione. Nonostante le Assemblee dei fratelli non dispongano di un organo direttivo centrale, durante l'annuale Raduno degli Anziani a Poggio Ubertini (2001), alcuni decidono che l'adesione ad uno strumento come l'ACCEI sia incompatibile con l'appartenenza alle Assemblee dei fratelli. Diverse di esse vengono così estromesse dal movimento attraverso la cancellazione da un Prontuario utilizzato come informale strumento d'associazione al movimento dei fratelli. Questa svolta porta alla creazione nel 2006 delle Chiese Evangeliche Riformate Battiste in Italia (CERBI) che raggruppa chiese che mantengono una chiara fisionomia confessionale.

## Storico della chiesa
Bolognesi ha anche svolto un importante ruolo nel recuperare la componente storica dell'identità evangelica. Oltre a far conoscere riformatori italiani come Vermigli e Turettini, è anche un noto studioso di Calvino.
Ha pertanto concorso a riportare alla ribalta personaggi del passato poco noti favorendo iniziative come la Domenica della memoria celebrata dall'Alleanza evangelica Italiana. In quest'ultimo organismo è stato più volte membro dell'esecutivo, ha diretto il relativo notiziario Ideaitalia (1997-2012) e, ripristinando la prassi della Settimana mondiale di preghiera, ha contribuito a rafforzare l'identità evangelica. Tra le tante pubblicazioni due volumi, in particolare, hanno contribuito a promuovere questo profilo di storico della chiesa: Dichiarazioni evangeliche I (1996); II (2017). In essi Bolognesi condensa oltre cinquant'anni di dichiarazioni ufficiali del movimento evangelicale internazionale dal raduno internazionale di Berlino (1966) a quello di Città del Capo (2010). L'attività accademica di Bolognesi ha contribuito all'intestazione di una strada nel centro di Padova ad un riformatore protestante italiano esiliato del Cinquecento (Pietro Martire Vermigli),nonché alla apposizione di una targa presso l'università di Padova a Pomponio Algieri, uno studente convertitosi a Padova alla fede cristiana e successivamente estradato a Roma dove venne bruciato vivo in Piazza Navona. A riconoscimento del trentennale contributo alla causa della Riforma evangelica egli è stato insignito nel 2011 della laurea honoris causa (D.D., Doctor in Divinity) da parte della Facoltà di teologia Jean Calvin di Aix-en-Provence, con una lectio magistralis su "La teologia come disciplina elenctica".

## Scritti
- Le ali pesanti, con S. Nappo, Padova, Alfaomega 1994., p. 120.
- La libertà della disciplina, Marchirolo, Va, Uomini Nuovi 1994, p. 152.
- Liberi di credere, Il Credo apostolico, Marchirolo, Va, Uomini Nuovi 1997. p. 141.
- Dichiarazioni evangeliche. Il movimento evangelicale 1966-1996 (a cura di), Bologna, EDB 1998, p. 501+20.
- Il popolo dei discepoli. Contributi per un'ecclesiologia evangelica, Caltanissetta, Alfa & Omega 2002, p. 207.
- Il movimento evangelicale, (a cura di P. Bolognesi e L. De Chirico), Brescia, Queriniana, 2002, p. 108.
- Pietro Martire Vermigli (1499-1562). Umanista, riformatore, pastore. Atti del Convegno per il V centenario (Padova, 28.29 ottobre 1999). (A cura di P. Bolognesi e A. Olivieri). Roma, HERDER, 2003, p. 365.
- Una testimonianza evangelica a Padova. Trent'anni 1975-2005, Padova, DID, 2005, nd.
- Dizionario di teologia evangelica, (a cura di P. Bolognesi, L. De Chirico, A. Ferrari), Marchirolo, Va, Uomini Nuovi, 2007, p. 849.
- Calvino ieri e oggi in Italia, con A. Olivieri, Milano, Unicopli 2010
- Tra credere e sapere. Dalla Riforma protestante all'Ortodossia riformata, Caltanissetta, Alfa & Omega, 2011.
- Dichiarazioni evangeliche II. Il Movimento evangelicale 1997-2017 (a cura di), Bologna, EDB 2017, p. 496.
- Istituzione della teologia persuasiva di Francesco Turrettini, (Vols. 1-11)  Pietro Bolognesi (a cura di), Firenze, BE Edizioni, nd, 2015-2023.